# Colpodium ponticum
Colpodium ponticum là một loài thực vật có hoa trong họ Hòa thảo. Loài này được (Balansa) Woronow mô tả khoa học đầu tiên năm 1909.